# Jean-Baptiste Souchet
Pour les articles homonymes, voir Souchet.
Jean-Baptiste Souchet (Joannes Baptista Souchetus) est un religieux et un historien français, né le 4 février 1589 à Chartres, aujourd'hui préfecture du département français d'Eure-et-Loir, et mort dans cette même ville le 9 avril 1654. 

## Biographie
La famille Souchet descendait du fameux Eudes Le Maire, dit Chalo saint-Mars, familier du roi Philippe Ier, qui entreprit le voyage en Terre Sainte en 1085.
Jean-Baptiste fut reçu docteur en théologie au collège de Sorbonne. Il est  notaire en 1615, curé d'Abondant, près de Dreux, en 1618, puis secrétaire du chapitre de Notre-Dame et enfin chanoine de la cathédrale de Chartres en 1632.
Il est l'auteur de plusieurs ouvrages manuscrits : une vie de l'évêque Yves de Chartres, Vita Ivonis episcopi carnotensis, et une publication Veritatis defensio (1651).
Le plus important de ses ouvrages est l'« Histoire du diocèse et de la Ville de Chartres ». Le manuscrit est conservé à la bibliothèque du chapitre de Chartres où il reste presque ignoré jusqu'à la Révolution, avant d'être publié en 1866 en quatre volumes incluant Veritatis defensio. C'est un historien exact, un guide sûr qui a été souvent copié sans qu'on le cite[réf. nécessaire].

## Publications
- Jean-Baptiste Souchet, Histoire du diocèse et de la ville de Chartres, Tome 1, imprimerie de Garnier, Chartres, 1866 (lire en ligne)
- Jean-Baptiste Souchet, Histoire du diocèse et de la ville de Chartres, Tome 2, imprimerie de Garnier, Chartres, 1868 (lire en ligne)
- Jean-Baptiste Souchet, Histoire du diocèse et de la ville de Chartres, Tome 3, imprimerie de Garnier, Chartres, 1869 (lire en ligne)
- Jean-Baptiste Souchet, Histoire du diocèse et de la ville de Chartres, Tome 4, imprimerie de Garnier, Chartres, 1873 (lire en ligne)

### Bibliograhie
- Notice biographique sur Jean-Baptiste Souchet (1875), Adolphe Lecocq (1814-1881)